# Anne Hugon
Pour les articles homonymes, voir Hugon.
Anne Hugon, née en 1965, est une historienne française spécialiste de l'histoire contemporaine de l'Afrique et de l'histoire des femmes et du genre. Elle est actuellement maîtresse de conférence HDR à l'université Paris 1 Panthéon-Sorbonne.
Elle a publié plusieurs ouvrages et de nombreux articles consacrés à l'histoire des missions, de l'exploration et l'histoire de l'Afrique en situation coloniale, ainsi que sur l'empire britannique et l'histoire du Ghana aux XIXe et XXe siècles.
Elle est une des pionnière des études sur l'histoire des femmes et du genre en France.

## Biographie
Après avoir été au lycée à Lyon, elle rejoint une khâgne à Henri-IV à Paris. Ensuite, elle intègre l'École normale supérieure de Saint-Cloud. En parallèle, elle s'inscrit en licence d'histoire à Paris 1 et en licence d'ethnologie à Nanterre.
En 1995, Anne Hugon soutient un doctorat d'histoire, dirigé par Jean-Pierre Chrétien, à l'université Paris 1, intitulé « L'implantation du méthodisme en Côte de l'Or au XIXe siècle : stratégies d'évangélisation et modalités de diffusion (1835-1874) ». Jean-Pierre Chrétien avait, au préalable, encadré son DEA qui portait sur Mary Kingsley.
En 1997, elle est recrutée sur un poste d'histoire culturelle et religieuse à l'université Pierre Mendès France de Grenoble. Elle est ensuite élue à l'Institut universitaire de France.
Elle rejoint l'Université Paris 1 en 2008 comme maîtresse de conférences en histoire contemporaine de l'Afrique.

## Travaux

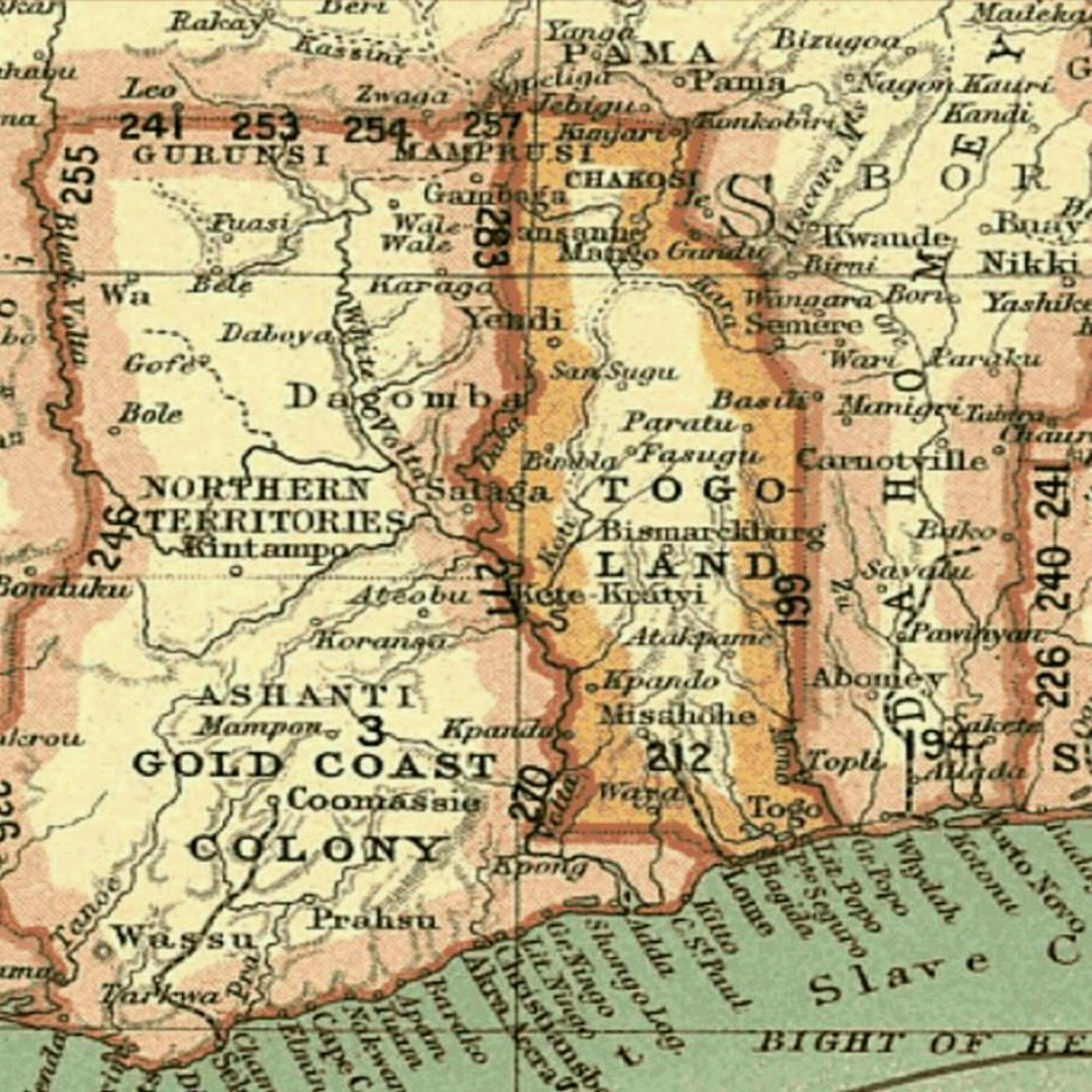
Carte de la Gold Coast des années 1930.

### Une histoire africaine de l'évangélisation
Dans sa thèse, Anne Hugon étudie une Église méthodiste de la Gold Coast (aujourd'hui Ghana) et ses missionnaires. Elle a insisté sur la présence, dans les rangs des missionnaires, d'Africaines et d'Africains, et ce dès les années 1840-1850.

Ce travail a donné lieu à la publication du livre Un protestantisme africain au XIXe siècle. L’implantation du méthodisme en Côte de l’Or (Ghana), 1835-1874 aux éditions Karthala.

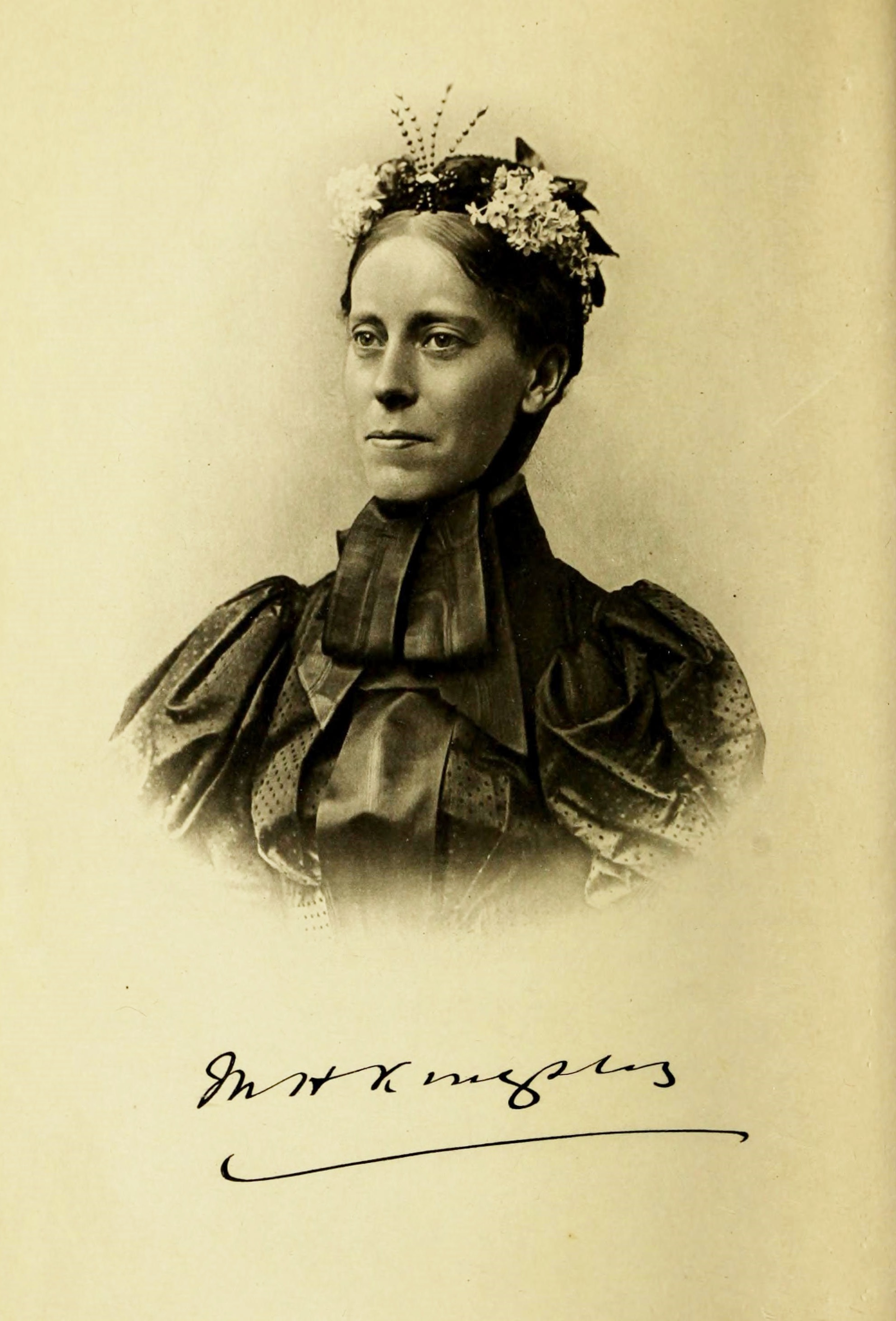
Portrait de Mary Kingsley.

### Explorateurs et exploratrices de l'Afrique
Anne Hugon a écrit trois livres sur l'exploration de l'Afrique, tout d'abord en 1991 L'Afrique des explorateurs I : Vers les sources du Nil, qui est le 117e titre de la collection « Découvertes Gallimard ». Dans ce livre, elle examine le monde des explorateurs — tels que Burton, Speke, Grant, Baker, Stanley, Livingstone, mais également Brazza, Marchand et Mary Kingsley — traite de leur équipement, des personnes qui les ont accompagnés, de la logistique du voyage, ainsi que des motifs de leurs choix de destinations. L’accent principal du livre, comme le titre l’indique, porte sur les explorations du Nil et du Congo.
Le second tome, L’Afrique des explorateurs II : Vers Tombouctou, qui est le 216e titre de la collection, est sorti en 1994. Dedans, l’autrice se concentre sur Tombouctou et les voyageurs qui découvrent les puissantes dynasties de l’Ouest africain, tels que Mungo Park, reconnaît le fleuve Niger ; René Caillié entre à Tombouctou la « cité interdite » ; Hugh Clapperton explore le lac Tchad ; Heinrich Barth sillonne le Sahara, entre autres.
En 1992, elle traduit et préface l'ouvrage de l'exploratrice britannique Mary Kingsley, première européenne à pénétrer dans certaines parties reculées du Gabon et autrice de récits ethnographiques importants, contribuant ainsi à mieux faire connaître le rôle des femmes dans l'exploration du continent africain. Elle a récemment participé à l'ouvrage  l’Exploration du monde, Une autre histoire des grandes découvertes (Paris, Le Seuil, 2022).

### Maternité en situation coloniale
Dans son livre Être mère en situation coloniale (Gold Coast, années 1910-1950), Anne Hugon étudie les discours des autorités britanniques sur la natalité et la démographie dans cette colonie. Elle explique qu'il existe alors une conviction - peu fondée - selon laquelle le territoire est sous-peuplée du fait d'une surmortalité infanto-juvénile. On accuse alors les mères de manquer de savoirs en matière de santé et puériculture,. Il s'agit donc, pour les médecins de l'époque, « d'éduquer les mères » et d'en faire de « bonnes mères ». L'ouvrage s'appuie aussi sur une série d'enquêtes orales menées au Ghana auprès d'anciennes sages-femmes ce qui lui permet de montrer la faible imprégnation des principes de la biomédecine et la sélectivité avec laquelle celle-ci est adoptée.
Anne Hugon décrit les créations d'institutions liées à la maternité dans la colonie, surtout présentes dans les espaces urbains. Les années 1920 voient, effectivement, la multiplication des « centres de protection maternelle et infantile ».

### Histoire du genre
Elle est une des pionnières reconnues de l'histoire des femmes et du genre en Afrique en France.
Elle organise en 2002, lors du troisième Congrès international des recherches féministes dans la francophonie une table ronde sur la colonisation, la décolonisation, le postcolonialisme et le genre qui donnera lieu en 2004 à la publication d'un ouvrage collectif proposant une réflexion sur l’articulation entre genre et colonisation, ainsi que sur la « fabrication des femmes en colonie et en postcolonie ».
Avec Pascale Barthélémy, elle contribue à développer ce champ de recherche en France, toutes deux rejoignent au début des années 2010 le comité de la revue Clio. Femmes, Genre, Histoire.

## Ouvrages
- L'Afrique des explorateurs [I] : vers les sources du Nil, Paris, Gallimard, coll. « Découvertes Gallimard » (no 117), 1991, 176 p. (ISBN 2-07-053130-9)
- Traduction et édition de l'ouvrage de Mary Kingsley, Une odyssée africaine: une exploratrice victorienne chez les mangeurs d'hommes, 1893-1895, Paris, Phébus,1992, 432 p.  (ISBN 2-85940-223-3)
- The exploration of Africa: from Cairo to the Cape, London, Thames and Hudson, 1993, 175 p.  (ISBN 0-8109-2810-8)
- L'Afrique des explorateurs [II] : Vers Tombouctou, Paris, Gallimard, coll. « Découvertes Gallimard » (no 216), 1994, 176 p. (ISBN 2-07-053226-7)
- Introduction à l'histoire de l'Afrique contemporaine, Paris, Armand Colin, coll. « Synthèse. Histoire » (no 68), 1998, 95 p. (ISBN 978-2-200-01903-7)
- Histoire des femmes en situation coloniale : Afrique et Asie, XXe siècle, Paris, Khartala, 2004, 240 p. (ISBN 9782845865532)
- Avec Clyde Marlo Plumauzille et Mathilde Rossigneux Méheust, Travail de Care, Clio. Femmes, genre, histoire, 49/2019, 35 p.  (ISBN 978-2-410-01591-1)
- Un protestantisme africain au XIXe siècle : l'implantation du méthodisme en Gold Coast (Ghana) 1835-1874, Paris, Karthala, 2007, 404 p. (ISBN 978-2-84586-826-7)
- Être mère en situation coloniale : Gold Coast, années 1910-1950, Paris, Éditions de la Sorbonne, 2020, 320 p. (ISBN 979-10-351-0571-6)